# Congerville-Thionville
Congerville-Thionville  [kɔ̃ʒɛʁvil t̪iɔ̃vil] je francouzská obec v departementu Essonne v regionu Île-de-France.

## Poloha
Congerville-Thionville se nachází asi 58 km jihozápadně od Paříže. Obklopují ji obce Mérobert na severu a severozápadě, Chalo-Saint-Mars na severovýchodě, Chalou-Moulineux na východě, Pussay na jihovýchodě a na jihu, Gommerville na jihozápadě a Oysonville na západě.

## Vývoj počtu obyvatel
Počet obyvatel